# Wolfgang Alexander Thomas-San-Galli
Wolfgang Alexander Thomas-San-Galli, eigentlich Wolfgang Alexander Thomas, (* 18. September 1874 in Badenweiler; † 17. Juni 1918 in Baden-Baden) war ein deutscher Musikwissenschaftler, Musikkritiker, Bratschist und Musikschriftsteller.

## Leben
Der älteste Sohn des Arztes Hermann Julius Thomas und seiner Frau Jacobine geb. Simons besuchte erst die Bürgerschule in Müllheim (Baden), dann das Freiburger Berthold-Gymnasium sowie Gymnasien in Lörrach und Stuttgart. Ab 1894 studierte er an den Universitäten Freiburg, Bonn, München und Marburg Rechtswissenschaften, Philosophie und Geschichte. 1898 promovierte er an der Universität Freiburg in Jura und heiratete die aus Sankt Petersburg stammende Konzertpianistin und Liedbegleiterin Helene San-Galli (1861–1938), geborene Bertoldy. Sie hatte am 30. Dezember 1881 in Peterhof Emil Carl Alexander San Galli geheiratet und 1885 einen Sohn zur Welt gebracht.
Bereits während des Studiums war er Musikreferent der Freiburger Zeitung, auch schrieb er für die Neue Zeitschrift für Musik und das Musikalische Wochenblatt.
Er hatte bereits als Kind Violinunterricht genossen und studierte Violine und Bratsche bei einem Schüler Hans Sitts. Von 1899 bis 1903 leitete er das Konservatorium Freiburg und begründete dort das Süddeutsche Streichquartett, dem er bis 1908 als Bratschist angehörte. In diesem Jahr zog er nach Köln, wo er Herausgeber und Redakteur der Rheinischen Musik- und Theaterzeitung wurde. Anschließend lebte er in Berlin.
Er publizierte zahlreiche Bücher, hauptsächlich über Musiker, die mehrfach neu aufgelegt wurden.
Thomas-San-Galli nahm am Ersten Weltkrieg als Soldat teil, er verstarb 1918 mit 43 Jahren an den Folgen seiner Kriegsverletzungen.

## Veröffentlichungen (Auswahl)
- Ein Beitrag zur Lehre von der Idealkonkurrenz. Speyer & Kärner, Freiburg 1898. (Dissertation)
- Johannes Brahms. Eine musikpsychologische Studie in fünf Variationen. Heitz und Mündel, Strassburg 1905
- Aufgaben des Musikschriftstellers. In: Musikalisches Wochenblatt, Jg. 40, Nr. 38 vom 16. Dezember 1909, S. 545 f. (Digitalisat)
- Briefe. Mit einem Bilde Beethovens und einem Faksimile. Hendel, Halle 1910
- Beethoven und die Unsterbliche Geliebte: Amalie Sebald, Goethe, Therese Brunswik und anderes, München 1910
- Ludwig van Beethoven. Piper, München 1913
- Mona Lisa. Eine Novellen-Suite, Op. 12. Costenoble, Jena 1913
- Beethovens Briefe an geliebte Frauen. Xenien-Verlag, Leipzig um 1913
- Musikalische Essays. Mit einem Beethovenbilde von Wilhelm Haller, d. Bilde Sigrid Arnoldsons u. e. bisher unveröff. Mazurka Chopins. Hendel, Halle um 1913
- Musik und Kultur. Betrachtungen und Gespräche für Laien, Musikfreunde und Künstler; mit einem Geleitwort und dem Bild des Verfassers. Hendel, Halle um 1913
- Goethe. Die Pyramide seines Daseins. Hertz, München 1914
- Diplomaten vor! Hertz, München 1915